# Граф Батерст
Граф Ба́терст (англ. Bathurst) — титул, который с 1772 года носит глава английского дворянского рода Батерстов. Резиденцией графов служит Сайренсестер-Парк в графстве Глостершир.
Ральф Батерст (1620—1704) — родился 1620 г. в Гоуторпе, в Нортгемптоншейре, образование получил в Ковентри и Оксфорде, в 1644 г. рукоположен в священники, стал читать лекции по богословию, но вскоре обратился к изучению медицины. В 1658 г. вместе с Бойлем, Петти, Эвелином, Вреном и другими основал «Royal Society». После реставрации Батерст снова вступил в духовное звание и в 1664 г. избран в президенты Trinity-College в Оксфорде. Кроме латинских стихотворений, оставил несколько богословских и медицинских сочинений. Его биографию издал Т. Уортоном в «The life and literary remains of R. B.» (Лондон, 1761). 

## Графы Батерст
- 1772—1775: Аллен Батерст, 1-й граф Батерст (1684—1775), родился в Вестминстере, учился в Оксфорде и в 1705 году избран депутатом от Чиренчестера в нижнюю палату. Возведенный королевой Анной в пэрское достоинство, он в 1711 году перешёл в палату лордов, где впоследствии в качестве ярого тори был одним из вожаков оппозиции против Уолпола. После выхода последнего в отставку в 1742 году стал членом государственного совета, в 1757 году — получил должность казначея принца Уэльского, а по вступлении его на престол удалился в своё поместье близ Чиренчестера, в 1772 году получил графский титул. Он был другом Болингброка, Свифта и Поупа, последний даже посвятил ему свои «Moral Essays»;
- 1775—1794: Генри, барон Апсли и 2-й граф Батерст (1714—1794), сын предыдущего, образование получил в Оксфорде и в 1735 году был барристером в Линкольн Инне. Как депутат в нижней палате от Сайренсестера он сначала находился в оппозиции, но после выхода в отставку Уолпола поддерживал министерство Пелэма, а в 1745 году снова перешел в оппозицию. По смерти принца Уэльского (1751) Батерст опять перешел на сторону правительства и в 1754 году назначен был одним из судей «Common pleas». Наконец, в 1770 году он стал лорд-канцлером. Из всех государственных людей, когда-либо занимавших этот высокий пост, Батерст был бесспорно самый невежественный, бесхарактерный и неспособный. Одновременно он был пожалован в пэры Англии с титулом лорда Апсли из Апсли. Графское достоинство он наследовал после своего отца в 1775 году. Сложив с себя в 1778 году звание лорда-канцлера, Батерст в следующем году стал лорд-председателем тайного совета и оставался на этом посту до распущения министерства Норта.
- 1794—1834: Генри Батерст, 3-й граф Батерст (1762—1834) — в период 1812—27 годах был министром колоний, но не выказал особенных административных способностей; в 1828 году стал лорд-председателем тайного совета и на этом посту оставался до 1830 года;
- 1834—1866: Генри Джордж Батерст, 4-й граф Батерст (1790—1866) — сын предыдущего, с 1812—1834 также заседал в нижней палате от Сайренсестера, был, кроме того, членом ост-индского контрольного ведомства и написал сочинение «The ruinous tendency of auctioneering» (Лонд., 1812; 2 изд. 1848). Он наследовал также от отца и пэрское достоинство; умер холостым. Пэрство после него наследовал брат его, бывший уже до того секретарём тайного совета;

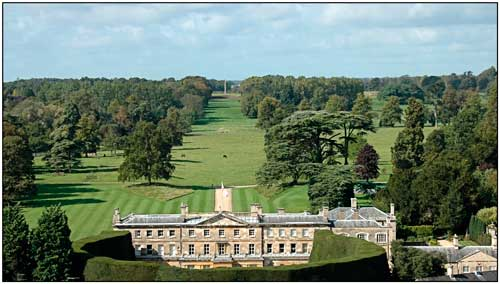
Родовое поместье Сайренсестер-Парк

- 1866—1878: Уильям Леннокс Батерст, 5-й граф Батерст (1791—1878), умер холостым, пэрство перешло к его племяннику;
- 1878—1892: Аллен Александр Батерст, 6-й граф Батерст(1832—1892) — сын Томаса Сеймура Батерста, третьего сына 3-го графа Батерста, образование получил в Итоне и Кембридже и с 1857 года заседал в нижней палате от Сайренсестера;
- 1892—1943: Сеймур Генри Батерст, 7-й граф Батерст (1864—1943);
  - Аллен Алджернон Батерст, лорд Эпсли (1895—1942);
- 1943—2011: Генри Аллен Джон Батерст, 8-й граф Батерст (1927—2011);
- 2011 — по настоящее время: Аллен Кристофер Бертрам, 9-й граф Батерст (род. 1961).

## Другие члены семьи
- Джемс Батерст (1782 −1850) — второй сын Генри Батерста, лорд-епископа Норвича, в 1794 году вступил в армию, служил во всех частях света, в 1813 г. произведен в полковники, 1819 г. — в генерал-майоры, в 1837 г. — в генерал-лейтенанты и умер губернатором Бервика;
- Бенджамин Батерст (1784—1809?) — брат предыдущего, родился в Лондоне, посвятил себя дипломатической карьере и в 1807 г. был послан с важными депешами в Вену. На обратном пути, имея при себе важные документы, он исчез в Северной Германии. Вероятно, его убили.